# Poecilosomella guangdongensis
Poecilosomella guangdongensis är en tvåvingeart som beskrevs av Dong, Yang och Hayashi 2006. Poecilosomella guangdongensis ingår i släktet Poecilosomella och familjen hoppflugor. Inga underarter finns listade i Catalogue of Life.